# Toijala
Toijala est une ancienne municipalité et ancienne ville du sud-ouest de la Finlande, située au sud la région du Pirkanmaa, sur la rive méridionale du grand lac Vanajavesi.

## Géographie
Toijala était avant sa disparition la plus petite commune de la région, entourée par Kylmäkoski à l'ouest, Viiala au nord-ouest, Valkeakoski au nord-est et enfin Kalvola au sud-est (Kanta-Häme). Par la route (l'autoroute n°3 - E12 passe à proximité immédiate) Helsinki est à 140 km, Tampere à 40 km et Turku à 120 km.

## Histoire
Elle doit sa création et son développement à la construction des voies de chemin de fer Helsinki-Tampere et Turku-Toijala. Les deux voies se rejoignent à cet endroit en 1876 et depuis lors Toijala est un des plus importants nœuds ferroviaires du pays. Le petit village connaît une importante croissance de son industrie et est séparé de la paroisse d'Akaa en 1932. En 2007, le nom d'Akaa a été remis à l'honneur, Toijala fusionnant avec sa voisine immédiate Viiala pour former la nouvelle ville d'Akaa dont elle forme désormais le centre administratif.
Toijala conserve aujourd'hui des industries variées. Elle possède notamment la plus grosse usine de mämmi au monde, argument non dénué d'humour car cet aliment n'est pratiquement consommé qu'en Finlande (pâte de malt et de farine de seigle à l'aspect noirâtre généralement consommé à Pâques). Toijala, dans la lignée d'une longue tradition de sports insolites en Finlande, a accueilli en mars 2005 le premier championnat du monde d'avalage de mämmi.

## Jumelages
- Bolintin-Vale (Roumanie)
- Tapa (Estonie) (Estonie)
- Commune de Hallsberg (Suède)
- Nanchang (Chine)

## Personnalités
- Jarkko Ahola (1977-), musicien
- Harri Holkeri (1937–2011), homme politique
- Timo Peltomaa (1968-), joueur de hockey
- Harri Säteri (1989-), joueur de hockey
- Arvo Ylppö (1887–1992), médecin